# Ivesia chandleri
Ivesia chandleri là loài thực vật có hoa trong họ Hoa hồng. Loài này được (Rydb.) Rydb. mô tả khoa học đầu tiên năm 1908.